# Urugvajski ragbijaški savez
Urugvajski ragbijaški savez (špa. Unión de Rugby del Uruguay) krovna je organizacija ragbija u Urugvaju. Osnovana je 1951. godine, a članicom Međunarodnog ragbijaškog saveza postala je 1989. godine.
Kao krovna državna ragbijaška ustanova organizira i provodi domaća natjecanja kao što je ragbijaško prvenstvo i kup, ali odgovorna je održavanje međunaordnih natjecanja ako Urugvaj bude izabran za domaćina.
Odgovorni su za plaćanje i opremanje te vođenje muškog i ženskog odjela Urugvajske ragbijaške reprezentacije, kao i mlađih odjela (do 23, do 20, do 17 i dr.) reprezentacije.

## Predsjednici
| Mandat        | Ime i prezime                                       |
| ------------- | --------------------------------------------------- |
| 1951. – 1957. | Carlos E. Cat                                       |
| 1957. – 1962. | Jorge Jiménez de Aréchaga                           |
| 1962. – 1963. | Eduardo Crispo Ayala                                |
| 1963. – 1971. | Gordon Adams                                        |
| 1971. – 1973. | Ernesto Llovet                                      |
| 1973. – 1975. | Nigel Davies                                        |
| 1975. –1977.  | Domingo Tricánico                                   |
| 1978. – 1983. | Ernesto Llovet                                      |
| 1984. – 1987. | Andrés Pollak                                       |
| 1987. – 1989. | Eduardo Fynn Larriera                               |
| 1990. – 1997. | Atilio Rienzi                                       |
| 1998.         | Pedro Bordaberry, Richard Van Rompaey i Jorge Villa |
| 1999. – 2001. | Andrés Sanguinetti                                  |
| 2002. – 2003. | Atilio Rienzi                                       |
| 2004. – 2005. | Antonio Vizintín                                    |
| 2006. – 2007. | Pablo Ferrari                                       |
| 2008. – 2009. | Gustavo Zerbino                                     |
| 2010. – 2011. | Gustavo Zerbino                                     |

Napomena: Tijekom 1998. savez su vodila tri predsjednika, zbog utaja poreza, novčanih prijevara i uhićenja.

## Vanjske poveznice
- Unión de Rugby del Uruguay - službene stranice Saveza (šp.)
- Noticias del rugby sudamericano y de Los Teros - El Rugbier (šp.)